# 川崎町 (神奈川県)
川崎町（かわさきまち）は、1889年（明治22年）4月1日から1924年（大正13年）7月1日まで存在した神奈川県橘樹郡の町。
川崎市は本町の廃止と同日に新設合併により誕生した自治体である。

## 概要
神奈川県橘樹郡東部の町。現在の神奈川県川崎市川崎区の北部にあたる。

## 地理
- 川：多摩川

## 歴史

### 沿革
- 鎌倉時代から南北朝時代 - 河崎荘に属した。
- 室町時代から戦国時代 - 河崎郷に属した。
- 江戸時代 - 川崎宿（久根崎町、新宿町、砂子町、小土呂町）、堀之内村が成立。いずれも幕府領。
- 1868年（明治元年）
  - 旧暦6月17日 - 神奈川府の管轄となる。
  - 旧暦9月21日 - 神奈川府が神奈川県に改称。
  - 川崎宿が川崎駅に改称。
- 1874年（明治7年） - 大区小区制の施行により、川崎駅（久根崎町、新宿町、砂子町、小土呂町）が第4大区第1小区に、中島村、堀之内村、渡田村、大島村が第4大区第3小区になる。
- 1889年（明治22年）4月1日 - 町村制の施行により、川崎駅（久根崎町、新宿町、砂子町、小土呂町）、堀之内村および大島村、南河原村、中島村、大師河原村の飛地が合併して川崎町が成立（新宿町の飛地は大師河原町、田島村、御幸村の、砂子町と堀之内村の飛地は田島村、御幸村の各一部となる）。
- 1912年（明治45年） - 多摩川を挟んで両岸に蛇行していた東京府荏原郡との境が多摩川上に設定され、荏原郡六郷村大字雑色の一部を編入。
- 1922年（大正11年） - 大字砂子、小土呂、新宿の各一部から元木、南町、見染、貝塚、新川通、宮前が、大字砂子、新宿の各一部から東田が、大字小土呂、新宿の各一部から境町、榎町が起立。
- 1924年（大正13年）
  - 大字砂子、小土呂、新宿の各一部から下並木が、大字砂子、新宿の各一部から砂子一丁目、砂子二丁目、古川通、堤根、上並木、東一丁目、東二丁目、東三丁目、堀川町が、大字砂子、小土呂の各一部から池田町、小川町が、大字新宿の一部から旭町一丁目が起立。
  - 7月1日 - 大師町、御幸村と合併して川崎市を新設。同日川崎町廃止。
- 1972年（昭和47年）4月1日 - 川崎市が政令指定都市に指定され、旧町域が川崎区となる。

## 交通

### 鉄道路線
- 鉄道省（現：JR東日本）
  - 東海道本線：川崎駅
- 京浜電気鉄道（現：京浜急行電鉄）
  - 本線：川崎駅（現：京急川崎駅） - 八丁畷駅
  - 大師線：川崎駅（現：京急川崎駅） - 六郷橋駅（廃駅） - 久根崎駅（廃駅）

南武鉄道（現：南武線）の川崎駅、八丁畷駅、京急大師線の港町駅は、当時は未開業。

### 道路
- 京浜国道（現：国道15号）

## 現在の町名
いずれも大体の範囲。
- 旧久根崎町：旭町、鈴木町（一部）
- 旧新宿町：富士見
- 旧砂子町：砂子、東田町、古川通、駅前本町（一部）、日進町（一部）、新川通（一部）、榎町（一部）
- 旧小土呂町：小川町、南町、堤根、下並木、池田、元木、貝塚、境町、日進町（一部）、新川通（一部）、榎町（一部）
- 旧堀之内村：堀之内町、本町、宮本町、宮前町
- 旧東京府荏原郡雑色村：港町、鈴木町（一部）

## 町長
- 田中亀之助：1897年 -
- 石井泰助：- 1916年7月